# 卡特琳·博龙
卡特琳·博龙（德語：Kathrin Boron，1969年11月4日—），德国女子赛艇运动员。她曾代表德国参加1992年、1996年、2000年、2004年和2008年夏季奥林匹克运动会赛艇比赛，获得四枚金牌和一枚铜牌。